# 5941 Валенсія
5941 Валенсія (5941 Valencia) — астероїд головного поясу, відкритий 20 жовтня 1982 року.
Тіссеранів параметр щодо Юпітера — 3,287.
Названо на честь Валенсії.